# Australian Lacrosse League
L'Australian Lacrosse League (ALL) fu, tra il 2004 e il 2007, il massimo campionato australiano professionistico di Lacrosse, giocato da selezioni provenienti dai vari stati. Si giocò sempre fra le stesse squadre, rappresentanti i tre stati dov'era maggiormente diffuso il  Lacrosse in Australia, che disputavano fra di loro partite di doppia andata e doppio ritorno, ogni anno nel periodo da marzo a giugno. Alla fine del torneo, formato da 6 giornate di andata e 6 di ritorno, la squadra che aveva vinto il maggior numero di incontri si laureava campione della ALL.

## Storia del torneo
Il primo campionato, giocato nel 2004, vide prevalere la selezione del Vittoria prevalere sulle altre dirette concorrenti, che rappresentavano l'Australia Occidentale e l'Australia Meridionale.

## Le squadre dell'ALL
Anche se l'obiettivo dichiarato era quello di poter allargare il torneo anche a selezioni degli altri stati australiani (Nuovo Galles del Sud, Queensland e Tasmania) le uniche tre squadre a concorrere nella ALL rimasero quelle di:
- Australia Meridionale (basata ad Adelaide)
- Vittoria (con sede a Melbourne)
- Australia Occidentale (di Perth)

## Albo d'oro
Il torneo, dopo il 2007, non si è più rinnovato e la formula di campionato è stata abbandonata. Il titolo australiano di massimo livello, quindi, è stato di nuovo messo in palio (come fino al 2003) nell'ambito di un evento giocato fra le selezioni degli stati in un'unica sede. Nella formula della ALL la selezione che vinse più tornei fu quella del Vittoria, con 3 affermazioni (2004, 2005 e 2007). L'Australia Occidentale si aggiudicò l'edizione del 2006; l'Australia Meridionale non si aggiudicò nessuno dei quattro tornei.